# K3-поверхность
K3-поверхность (читается ка-три, в честь Куммера, Келера и Кодаиры) — связная односвязная компактная комплексная поверхность (то есть комплексное многообразие комплексной размерности два), допускающая нигде не вырожденную голоморфную дифференциальную форму степени два. В алгебраической геометрии, где рассматриваются многообразия над полями иными, нежели комплексные числа, K3-поверхностью называется алгебраическая поверхность с тривиальным каноническим расслоением, не допускающая алгебраических 1-форм.

## Квартика вCP3{\displaystyle \mathbb {C} \mathrm {P} ^{3}}

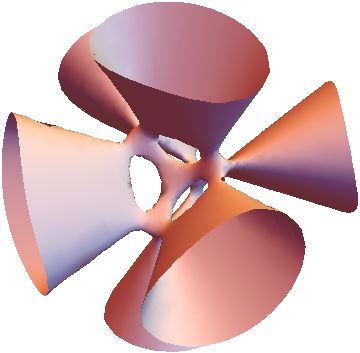
Вещественные точки некоторой квартики

Одним из самых простых примеров K3-поверхностей даётся гладкими поверхностями четвёртой степени в комплексном проективном пространстве. Для того, чтобы доказать, что эти поверхности удовлетворяют определению K3-поверхности, однако, требуется некоторое знакомство с теорией линейных расслоений.
Именно, с точки зрения линейных расслоений, однородные функции степени {\displaystyle n} на проективном пространстве {\displaystyle \mathbb {C} \mathrm {P} ^{m}} суть сечения линейного расслоения {\displaystyle {\mathfrak {O}}(n)} — {\displaystyle n}-ной степени тавтологического расслоения {\displaystyle {\mathfrak {O}}(1)}. Если {\displaystyle L\to X} — некоторое линейное расслоение, и {\displaystyle s\in \Gamma (L)} — его сечение, притом его нулевой уровень {\displaystyle Y=\{x\in X\colon s(x)=0\}} есть гладкое подмногообразие, то его дифференциал {\displaystyle ds} определяет в каждой точке {\displaystyle y\in Y} отображение {\displaystyle T_{y}X\to L_{y}}, ядро которого есть в точности {\displaystyle T_{y}Y}. Тем самым, учитывая гладкость {\displaystyle Y}, имеем изоморфизм расслоений {\displaystyle TX|_{Y}/TY{\xrightarrow {ds}}L|_{Y}}. Этот фактор {\displaystyle TX|_{Y}/TY=\nu _{Y/X}} называется нормальным расслоением; в частности, видим, что нормальное расслоение к гладкой квартике {\displaystyle Y=Y_{4}\subset \mathbb {C} \mathrm {P} ^{3}} изоморфно {\displaystyle {\mathfrak {O}}(4)|_{Y}}.
С другой стороны, нормальное расслоение вписывается в точную последовательность {\displaystyle 0\to TY\to TX|_{Y}\to \nu _{Y/X}}. Дуализируя, получаем точную последовательность {\displaystyle 0\to \nu _{Y/X}^{*}\to T^{*}X|_{Y}\to T^{*}Y\to 0}, и, вычисляя старшую внешнюю степень и пользуясь её функториальными свойствами, имеем изоморфизм линейных расслоений {\displaystyle K_{X}|_{Y}\cong K_{Y}\otimes \nu _{Y/X}^{*}}, или, по двойственности, {\displaystyle K_{Y}\cong K_{X}|_{Y}\otimes \nu _{Y/X}} (эта формула называется формулой присоединения). Применяя формулу присоединения к случаю, когда {\displaystyle X=\mathbb {C} \mathrm {P} ^{m}} (каноническое расслоение которого изоморфно {\displaystyle {\mathfrak {O}}(-m-1)} согласно точной последовательности Эйлера), имеем {\displaystyle {\mathfrak {O}}(-m-1)=K_{Y}\otimes \nu _{Y/\mathbb {C} \mathrm {P} ^{m}}^{*}}. В частности, когда {\displaystyle Y} — гладкая гиперповерхность степени {\displaystyle m+1}, её каноническое расслоение тривиально. Для {\displaystyle m=2} отсюда следует, что гладкая кубическая кривая на плоскости является эллиптической кривой, для {\displaystyle m=3} отсюда следует наличие нигде не зануляющейся голоморфной 2-формы на поверхности четвёртой степени в проективном пространстве (вообще же отсюда следует, что гладкая гиперповерхность степени {\displaystyle m+1} в {\displaystyle \mathbb {C} \mathrm {P} ^{m}} является многообразием Калаби-Яу).
Осталось доказать односвязность квартики. Для этого рассмотрим вложение по линейной системе {\displaystyle {\mathfrak {O}}(4)} {\displaystyle \mathbb {C} \mathrm {P} ^{3}\to \mathbb {C} \mathrm {P} ^{34}}, относительно которого гиперплоские сечения высекают на образе ровно нулевые уровни однородных полиномов степени четыре (тем самым наша квартика {\displaystyle Y} есть подходящее гиперплоское сечение образа {\displaystyle \mathbb {C} \mathrm {P} ^{3}} при таком вложении). По теореме Лефшеца о гиперплоском сечении оно устанавливает изоморфизм фундаментальных групп {\displaystyle \pi _{1}(Y)\to \pi _{1}(\mathbb {C} \mathrm {P} ^{3})}, а фундаментальная группа комплексного проективного пространства, как известно, тривиальна. Таким образом, гладкая квартика {\displaystyle Y} ещё и односвязна, и, стало быть, является K3-поверхностью.
В вышеизложенном единственное принципиальное свойство {\displaystyle \mathbb {C} \mathrm {P} ^{3}} — наличие у расслоения, двойственного к каноническому, сечения, нулевой уровень которого — гладкая поверхность. Тем же свойством обладает любое трёхмерное многообразие Фано, например {\displaystyle \mathbb {C} \mathrm {P} ^{1}\times \mathbb {C} \mathrm {P} ^{1}\times \mathbb {C} \mathrm {P} ^{1}}. В данном случае антиканоническое расслоение ограничивается на каждый из сомножителей как его собственное антиканоническое расслоение, то есть {\displaystyle {\mathfrak {O}}_{\mathbb {C} \mathrm {P} ^{1}}(2)}, так что всякий антиканонический дивизор пересекает каждую из таких «координатных осей» в двух точках. Таким образом, такая K3-поверхность будет обладать тремя инволюциями: переставляющими точки пересечения с первым, вторым и третьим сомножителем. Аналогичная пара инволюций также имеется на кривой в {\displaystyle \mathbb {C} \mathrm {P} ^{1}\times \mathbb {C} \mathrm {P} ^{1}}, пересекающей оба сомножителя по два раза. Как известно, {\displaystyle \mathbb {C} \mathrm {P} ^{1}\times \mathbb {C} \mathrm {P} ^{1}} биголоморфно квадрике в {\displaystyle \mathbb {C} \mathrm {P} ^{3}}, а такая кривая будет лежащей на квадрике эллиптической кривой. Эти две инволюции в данном случае будут порождать действие группы {\displaystyle \mathbb {Z} /2*\mathbb {Z} /2}, свободного произведения, изоморфного бесконечной группе диэдра. Таким образом, либо орбиты этого действия на эллиптической кривой плотны, либо же это действие пропускается через конечный фактор (то есть какую-то группу диэдра конечного порядка), и все его орбиты конечны. Это утверждение имеет инкарнацию в элементарной геометрии, известную как поризм Понселе. В случае K3-поверхности три инволюции порождают действие куда более сложного тройного свободного произведения {\displaystyle \mathbb {Z} /2*\mathbb {Z} /2*\mathbb {Z} /2}, интересное с точки зрения голоморфной динамики.

## Риччи-плоская метрика и куммеровы K3-поверхности

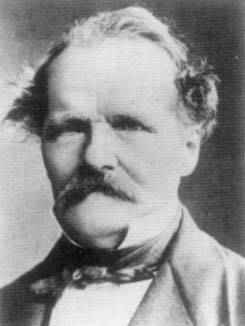
Эрнст Куммер

Все K3-поверхности кэлеровы (это доказал Сиу). Поскольку на них имеется нигде не зануляющаяся голоморфная форма старшей степени, к ним применима теорема Калаби — Яу, то есть для каждого класса {\displaystyle [\omega _{g}]}, представляемого как симплектическая форма кэлеровой метрики {\displaystyle g}, существует метрика нулевой кривизны Риччи в данном классе. Вместе с тем, эту метрику невозможно написать явно: теорема Калаби — Яу есть лишь теорема о существовании, но ни в коей мере не явная конструкция.
Единственный случай, когда существует хоть какое-то приближение — это случай так называемых куммеровых поверхностей. Пусть {\displaystyle A} — комплексный тор, то есть фактор {\displaystyle \mathbb {C} ^{2}/\Lambda }, где {\displaystyle \Lambda } — решётка ранга четыре. Рассмотрим фактормногообразие {\displaystyle A/\{x\sim -x\}}. Стандартная голоморфная 2-форма {\displaystyle dz\wedge dw} на {\displaystyle A} (спускающаяся с {\displaystyle \mathbb {C} ^{2}}) инвариантна относительно умножения на {\displaystyle -1}, стало быть, она спускается на неособый локус в факторе. Особенности же имеют вид {\displaystyle \mathbb {C} ^{2}/\{\pm 1\}}; раздутие в такой особенности локально есть кокасательное расслоение к {\displaystyle \mathbb {C} \mathrm {P} ^{1}}, и стандартная голоморфная 2-форма продолжается в такое раздутие. Особенности {\displaystyle A/\{\pm 1\}} это в точности точки 2-кручения на четырёхмерном торе, их {\displaystyle 2^{4}=16} штук. Итак, раздувая эти {\displaystyle 16} квадратичных особенностей, можно получить поверхность с тривиальным каноническим классом. Легко видеть, что она односвязна. Такая K3-поверхность называется куммеровой K3-поверхностью, связанной с комплексным тором {\displaystyle A}. В отличие от предыдущих примеров, такая поверхность может быть уже не вкладываться в проективное пространство, если не был проективным изначальный тор {\displaystyle A}.
Риччи-плоская метрика на тотальном пространстве голоморфного кокасательного расслоения к {\displaystyle \mathbb {C} \mathrm {P} ^{1}} достаточно хорошо известна: это метрика Калаби — Эгучи — Хансона. Сложный аналитический вопрос состоит в том, как склеить её с плоской метрикой на гладкой части фактора тора при вдувании новых рациональных кривых. Для этого обе метрики необходимо менять глобально. Этот вопрос изучал Дональдсон. В его оптике он связан с вопросами о конструкциях многообразий со специальными голономиями (такими как G2-многообразия), которые, в отличие от K3-поверхностей, не имеют алгебраико-геометрического описания.

## Топология K3-поверхностей

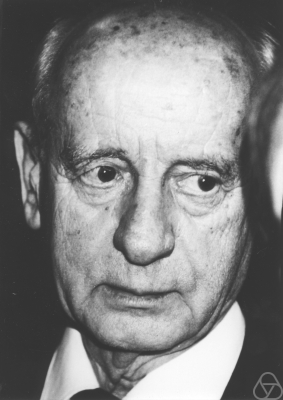
Келер

Топология куммеровых K3-поверхностей особенно понятна. Так, её второе число Бетти {\displaystyle b_{2}} равняется {\displaystyle 6+16=22}: {\displaystyle 6} происходят с изначального четырёхмерного тора, а {\displaystyle 16} — из шестнадцати вдуваемых кривых. Стало быть, эйлерова характеристика у них равна {\displaystyle 1+22+1=24}.
Оказывается, то же самое верно и для любой другой K3-поверхности: все K3-поверхности диффеоморфны. Более того, они, что называется, деформационно эквивалентны: любые две комплексные структуры K3-поверхности можно связать непрерывным путём в пространстве всех комплексных структур. Решётка {\displaystyle H_{2}(K3,\mathbb {Z} )} с её родной формой пересечения изоморфна {\displaystyle E_{8}(-1)^{\oplus 2}\oplus U^{\oplus 3}}, где {\displaystyle E_{8}} — решётка E8, а {\displaystyle U} — стандартная гиперболическая решётка. В частности, сигнатура решётки вторых когомологий равняется {\displaystyle (3,19)}.
Поскольку все K3-поверхности кэлеровы, имеет смысл говорить об их числах Ходжа: у всех K3-поверхностей они равны {\displaystyle h^{2,0}=h^{0,2}=1}, {\displaystyle h^{1,1}=20}. Отсюда при помощи теоремы Ходжа об индексе легко вывести утверждение о сигнатуре.

## Эллиптические K3-поверхности

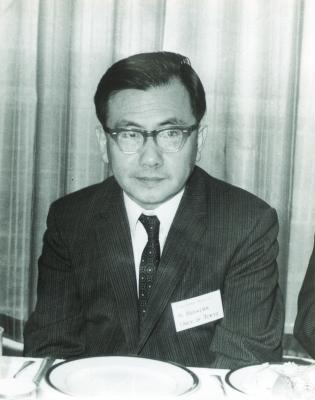
Кодаира

Весьма примечательна геометрия K3-поверхностей, на которых имеется эллиптическая кривая. Именно, пусть {\displaystyle X} — K3-поверхность, и {\displaystyle E\subset X} — эллиптическая кривая. Из формулы присоединения (см. выше) мы знаем, что {\displaystyle K_{E}\cong K_{X}|_{E}\otimes \nu _{E/X}}. Но каноническое расслоение и у K3-поверхности, и у эллиптической кривой тривиально. Стало быть, и нормальное расслоение эллиптической кривой тривиально. Это означает, что эллиптическая кривая на K3-поверхности допускает семейство деформаций, которые не пересекают эту кривую (и друг друга). Эти деформации (включая и вырождающиеся) будут параметризовываться рациональной кривой, то есть одна эллиптическая кривая {\displaystyle E\subset X} на K3-поверхности определяет отображение {\displaystyle X\to \mathbb {C} \mathrm {P} ^{1}}, слои которого суть {\displaystyle E} и её деформации. Это семейство называется пучком Лефшеца или эллиптическим расслоением. Сама такая K3-поверхность называется эллиптической K3-поверхностью.
У эллиптического расслоения на K3-поверхности всегда имеются особые слои (поскольку эйлерова характеристика K3-поверхности равна {\displaystyle 24}, а у эллиптической кривой она нулевая). Если все слои наиболее возможно простые — то есть просто декартовы листы, имеющие эйлерову характеристику {\displaystyle 1}, то особых слоёв должно быть {\displaystyle 24} (вообще говоря, их будет меньше). На базе вне точек, слои над которыми особы имеется плоская связность, называемая связностью Лиувилля — Арнольда. Монодромия такой связности лежит в группе {\displaystyle \mathrm {SL} (2,\mathbb {Z} )}. Рассмотрим группу {\displaystyle {\widetilde {\mathrm {SL} (2,\mathbb {Z} )}}}, получающаюся как прообраз {\displaystyle \mathrm {SL} (2,\mathbb {Z} )\subset \mathrm {SL} (2,\mathbb {R} )} в универсальном накрытии {\displaystyle \mathrm {SL} (2,\mathbb {R} )}. Это центральное расширение {\displaystyle \mathrm {SL} (2,\mathbb {Z} )} при помощи {\displaystyle \pi _{1}(\mathrm {SL} (2,\mathbb {R} )\cong \mathbb {Z} }. Обозначим образующую этой циклической подгруппы за {\displaystyle u}. Оказывается, существует гомоморфизм {\displaystyle i\colon {\widetilde {\mathrm {SL} (2,\mathbb {Z} )}}\to \mathbb {Z} } такой, что {\displaystyle i(u)=12}. Аналог теоремы Гаусса — Бонне, доказанная Концевичем и Сойбельманом, утверждает, что если на поверхности {\displaystyle S} с {\displaystyle n} проколами {\displaystyle x_{1},\dots ,x_{n}} имеется плоская связность с монодромией {\displaystyle \mathrm {SL} (2,\mathbb {Z} )}, то имеет место равенство {\displaystyle \sum _{k=1}^{n}i(\gamma _{k})=12\chi (S)}, где {\displaystyle \gamma _{k}} — монодромия вокруг прокола {\displaystyle x_{k}}. В частности, если все {\displaystyle i(\gamma _{k})} равны единице, получаем всё те же двадцать четыре прокола.

## Теорема Торелли
Если имеется голоморфное семейство K3-поверхностей над единичным диском, расслоение их вторых когомологий тривиализуется связностью Гаусса — Манина. Вместе с тем, как вариация структур Ходжа, оно уже не будет тривиальным (если не было тривиальным само семейство).
Структура Ходжа типа той, что на вторых когомологиях K3, однозначно определяется прямой {\displaystyle H^{2,0}\subset H^{2}(K3,\mathbb {C} )}, порождённой классом голоморфной 2-формы {\displaystyle \Omega }. Поскольку {\displaystyle \Omega \wedge {\bar {\Omega }}} есть форма объёма риччи-плоской метрики, а {\displaystyle \Omega \wedge \Omega =0} умножается на себя нулём, эта прямая изотропна относительно формы пересечения. Таким образом, она может лежать только на некоторой гладкой квадрике в {\displaystyle \mathrm {P} (H^{2}(K3,\mathbb {C} ))}. Условие же {\displaystyle \Omega \wedge {\bar {\Omega }}>0} выделяет на этой квадрике некоторое открытое подмножество. Его можно описать следующим образом как однородное пространство.
Рассмотрим двумерное пространство {\displaystyle \mathrm {span} \{[\Omega ],[{\bar {\Omega }}]\}\subset H^{2}(K3,\mathbb {C} )}. Оно инвариантно относительно комплексного сопряжения, и потому является комплексификацией некоторого двумерного вещественного подпространства {\displaystyle U_{\Omega }\subset H^{2}(K3,\mathbb {R} )}. Зададим на нём вещественный оператор как умножение на {\displaystyle {\sqrt {-1}}} вдоль {\displaystyle [\Omega ]} и на {\displaystyle -{\sqrt {-1}}} вдоль {\displaystyle [{\bar {\Omega }}]}. На вещественной плоскости {\displaystyle U_{\Omega }} этот оператор действует как поворот на {\displaystyle 90^{\circ }} и тем самым определяет ориентацию. Из соотношения {\displaystyle \Omega \wedge {\bar {\Omega }}>0} следует, что форма пересечения на этой плоскости положительно определена. Обратно, если имеется такая плоскость, то в комплексификации имеется ровно две изотропные прямые, и выбор только одной из них даёт необходимую ориентацию. Таким образом, искомое открытое подмножество в квадрике — это то же самое, что множество ориентированных двумерных плоскостей с положительно определённым скалярным произведением в пространстве сигнатуры {\displaystyle (3,19)}. Группа изометрий такого пространства {\displaystyle \mathrm {SO} (3,19)} действует на таких плоскостях транзитивно со стабилизатором {\displaystyle \mathrm {SO} (2)\times \mathrm {SO} (1,19)}. Итак, этот фактор {\displaystyle {\frac {\mathrm {SO} (3,19)}{\mathrm {SO} (2)\times \mathrm {SO} (1,19)}}} называется пространством периодов. Это, как видно из описания как открытого подмножества в квадрике, комплексное многообразие (это же можно увидеть и из вещественного описания, отождествляя ориентированную двумерную плоскость с плоскостью Аргана, то есть попросту комплексными числами — эквивалентность этих описаний есть несложное упражнение). С каждым семейством K3-поверхностей над диском связано голоморфное отображение из диска в это пространство периодов, называемое отображением периодов. Локальная теорема Торелли утверждает, что семейство K3-поверхностей над небольшим диском однозначно восстанавливается по своему отображению периодов.
Если мы хотим рассматривать только алгебраические K3-поверхности, то разумно фиксировать класс гиперплоского сечения {\displaystyle [\omega ]\in H^{1,1}}, он же класс кэлеровой формы (K3-поверхности с фиксированным классом гиперплоского сечения называются поляризованными). Поскольку {\displaystyle \Omega \wedge \omega =0}, имеем дополнительное ограничение: {\displaystyle [\Omega ]\in [\omega ]^{\perp }}. Поскольку {\displaystyle \omega \wedge \omega >0}, это означает, что в таком случае {\displaystyle [\Omega ]} может принимать значения только в подмножестве пространства периодов, устроенном как {\displaystyle {\frac {\mathrm {SO} (2,19)}{\mathrm {SO} (2)\times \mathrm {SO} (19)}}}. Это фактор группы по максимальной компактной подгруппе, и по теореме Картана биголоморфна некоторой ограниченной области в комплексном пространстве (в данном случае {\displaystyle \mathbb {C} ^{1}9}). Эта область похожа на область Зигеля, и для рода два тесно с ней связана: сопоставление абелевой поверхности её куммеровой K3-поверхности даёт отображение области Зигеля рода два в область периодов. Модулярные формы на этой области дают интересную связь между классической теорией чисел и алгебраической геометрией.
Вместе с тем, действие ортогональной группы, сохраняющей решётку {\displaystyle H^{2}(K3,\mathbb {Z} )}, на пространстве периодов, весьма далеко от того, чтобы фактор по этому действию имел хоть какой-то геометрический смысл. Так, образ области Зигеля при указанном выше сопоставлении — аналитическое подмногообразие большой коразмерности, но при этом любая алгебраическая K3-поверхность может быть сколь угодно малой деформацией превращена в куммерову K3-поверхность — то есть сдвиги этого образа под действием решётки образуют всюду плотное множество. Поэтому для формулировки глобального утверждения разумнее говорить не об изоморфизме факторов, а о голоморфном отображении, перестановочном с действием целочисленной ортогональной группы.
Именно, рассмотрим множество всех комплексных структур кэлерова типа на K3-поверхности. Фактор его по действию связной компоненты группы диффеоморфизмов — гладкое комплексное многообразие, хотя и нехаусдорфово (для кривых аналогичный фактор оказывается хаусдорфов и хорошо известен как пространство Тейхмюллера). Тогда отображение, отождествляющее точки, не отделимые друг от друга непересекающимися окрестностями, хорошо определено, и фактор по нему — гладкое комплексное многообразие, отображающееся отображением периодов на пространство периодов, и притом биголоморфно. Это утверждение и есть глобальная теорема Торелли.

## Вырождения K3-поверхностей

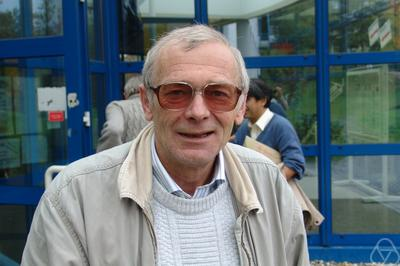
Куликов

Рассмотрим случай голоморфного семейства над диском, все слои которого, кроме центрального — K3-поверхности, а центральный — некий особый дивизор с нормальными пересечениями, компоненты которого — гладкие поверхности кратности один, а всё тотальное пространство гладко. Такое семейство называется хорошим вырождением. Аналогичный вопрос для эллиптических кривых (см. выше) был изучен Кодаирой: он показал, что минимальные (то есть не допускающие сдутий) вырождения эллиптических кривых имеют тривиальное каноническое расслоение, и дал классификацию таких вырождений (более-менее в терминах диаграмм Дынкина). В случае вырождений поверхностей помимо раздутия центрального слоя существуют ещё так называемые модификации — нетривиальные бирациональные преобразования тотального пространства, сохраняющие слои и бирегулярные на каждом гладком слое. Вик. Куликов доказал, что после некоторой модификации тотальное пространство минимального хорошего вырождения K3-поверхностей также имеет тривиальное каноническое расслоение, и что перестройкой вырождение можно свести к одному из трёх случаев:
- центральный слой — гладкая K3-поверхность,
- центральный слой есть объединение гладких поверхностей {\displaystyle V_{1}\cup V_{2}\cup \dots \cup V_{n-1}\cup V_{n}}, притом поверхность {\displaystyle V_{i}} пересекается только с поверхностями {\displaystyle V_{i\pm 1}}, все пересечения — эллиптические кривые, поверхности {\displaystyle V_{1}} и {\displaystyle V_{n}} рациональны, а поверхности {\displaystyle V_{2},\dots V_{n-1}} — линейчатые эллиптические поверхности,
- центральный слой есть объединение рациональных поверхностей, пересекающихся по рациональным кривым; комплекс, вершины которого — неприводимые компоненты центрального слоя, рёбра — кривые, по которым они пересекаются, а грани — точки, в которых сходятся эти кривые, есть триангуляция двумерной сферы.

Примером вырождения II типа по Куликову может служить вырождение гладкой квартики в объединение двух квадрик (пересечение их — эллиптическая кривая), а вырождения III типа — вырождение гладкой квартики в объёдинение четырёх плоскостей (то есть поверхность тетраэдра — если вершины этого тетраэдра вещественны, упомянутая триангуляция будет двойственна к той, что дана этим тетраэдром).

## Вырождения риччи-плоских метрик на K3-поверхностях
К вырождениям K3-поверхностей можно относиться по-разному. Помимо вышеописанной алгебраико-геометрической перспективы, на них можно смотреть с точки зрения дифференциальной геометрии. Именно, зафиксируем комплексную структуру {\displaystyle I} на K3-поверхности {\displaystyle X}, и рассмотрим кэлеров конус {\displaystyle {\mathfrak {C}}_{X}\subset H^{1,1}(X)}, то есть конус классов {\displaystyle [\omega ]} таких, что {\displaystyle \omega (x,y)=\omega _{g}(x,y)=g(Ix,y)} для какой-то кэлеровой метрики {\displaystyle g}. Это некоторый открытый конус, лежащий в конусе классов с {\displaystyle \alpha \wedge \alpha >0} и {\displaystyle \int _{C}\alpha >0} для всякой кривой {\displaystyle C\subset X}. Благодаря теореме Калаби — Яу, каждой точке этого конуса соответствует единственная риччи-плоская метрика. А что будет происходить с этой метрикой, если устремить точку конуса к его границе?
Ответ зависит, конечно, от точки на границе, к которой мы её устремляем. Например, если {\displaystyle X} — куммерова K3-поверхность, и {\displaystyle \alpha } — {\displaystyle (1,1)}-форма, поднимающаяся с формы на абелевой поверхности, с которой она связана, то класс {\displaystyle [\alpha ]} численно эффективен (то есть лежит в замыкании кэлерова конуса), и {\displaystyle \int _{X}\alpha \wedge \alpha >0} (такие классы называются объёмными). Вместе с тем, кэлеровым он не является, поскольку имеем {\displaystyle \alpha |_{C}=0}, где {\displaystyle C} — любая из шестнадцати исключительных кривых. В этом случае предел метрик хорошо определён (в смысле предела Громова — Хаусдорфа, не зависит от пути в кэлеровом конусе, и сходится к метрическому пополнению некоторой неполной риччи-плоской кэлеровой метрики, определённой вне шестнадцати исключительных кривых. Общий результат такого рода (для произвольных многообразий Калаби — Яу) был доказан Тосатти, Жангом и соавторами, но для куммеровых K3-поверхностей был получен ещё Лебрюном.
Вместе с тем, если класс {\displaystyle \alpha } не является объёмным, то вырождение происходит иначе, и происходит т. н. схлопывание — предельное пространство имеетв определённом смысле меньшую размерность. Например, если {\displaystyle X} — эллиптическая K3-поверхность, и {\displaystyle \alpha } — обратный образ класса Фубини — Штуди с базы эллиптического пучка, то {\displaystyle \alpha \wedge \alpha =0}. Предельное поведение риччи-плоских метрик в такой ситуации было исследовано Гроссом и Вильсоном.

## Динамические свойства K3-поверхностей
K3-поверхности часто допускают автоморфизмы, динамика которых хаотична (например, в том смысле, что их топологическая энтропия положительна, и имеется собственный класс в {\displaystyle H^{1,1}} с собственным числом больше {\displaystyle 1}). Например, таким свойством обладает автоморфизм, получающийся на куммеровой поверхности, связанной с тором {\displaystyle \mathbb {C} ^{2}/\{\mathbb {Z} \oplus {\sqrt {-1}}\mathbb {Z} \}^{2}}, подъёмом арнольдова автоморфизма «окрошки из кошки», определённого матрицей {\displaystyle {\begin{pmatrix}2&1\\1&1\end{pmatrix}}}. Мера максимальной энтропии в этом случае абсолютно непрерывна по мере Лебега; Канта и Дюпон доказали, что в алгебраическом случае все K3-поверхности с автоморфизмом такого свойства куммеровы (впоследствии Тосатти и Филип распространили это утверждение на неалгебраические K3-поверхности; этот результат был использован ими для построения классов на границе кэлерова конуса, сходимость риччи-плоских метрик при стремлении к которым обладает патологическими свойствами). 
Голоморфную динамику описанной выше поверхности с тремя инволюциями изучал Барри Мазур.
Используя теорему Торелли, Макмуллен построил автоморфизмы K3-поверхностей, которые допускают диски Зигеля — то есть открытые области, сохраняемые автоморфизмом, и биголоморфные произведению двух дисков, на которых действие автоморфизма сопряжено повороту {\displaystyle (z,w)\mapsto (az,bw)}, где {\displaystyle |a|=|b|=1} — числа, не являющиеся корнями из единицы.

## История
Ранние математические исследования, которые мы теперь понимаем как исследования K3-поверхностей, относились не к геометрическим, а теоретико-числовым их аспектам — хотя в то время эти задачи часто формулировались в терминах евклидовой геометрии. Так, Ролль прославился в свое время тем, что нашел тетраэдр с целыми длинами сторон, все грани которого — прямоугольные треугольники (трехмерное обобщение пифагорова треугольника). Такой тетраэдр можно получить из прямоугольного параллелепипеда с целыми длинами ребер, целой пространственной диагональю, и целыми диагоналями в двух из граней (параллелепипед с таким свойством, у которого целочисленные диагонали во всех трех гранях, до сих пор неизвестен). Эта задача, в обозначениях на чертеже справа, сводится к решению системы диофантовых уравнений:
{\displaystyle {\begin{cases}a^{2}+b^{2}=d^{2},\\a^{2}+c^{2}=e^{2},\\a^{2}+b^{2}+c^{2}=g^{2}.\end{cases}}}
В современных терминах это есть пересечение трех квадрик в пятимерном проективном пространстве {\displaystyle \mathbb {C} \mathrm {P} ^{5}}, то есть K3-поверхность рода пять, а Ролль отыскал рациональную точку на этой K3-поверхности. Чуть позже другие примеры K3-поверхностей были исследованы Эйлером, также в процессе решения диофантовых уравнений (впоследствии его идеи были развиты Рамануджаном). Подлинно геометрический подход к K3-поверхностям был заложен гораздо позже, в трудах Кэли, Куммера и Энрикеса.
Название «K3-поверхность» предложил в 1958 году Андре Вейль (в честь Куммера, Келера и Кодаиры). Он также пытался доказать теорему Торелли для алгебраических K3-поверхностей. Несколько позже Кодаира доказал, что все K3-поверхности, в том числе и неалгебраические, деформационно эквивалентны (в частности, диффеоморфны). Также он расклассифицировал особые слои у эллиптических K3-поверхностей.
Локальная теорема Торелли для алгебраических K3-поверхностей была доказана в 1965 году Тюриной, а глобальная — Пятецким-Шапиро и Шафаревичем в 1971 году. На неалгебраические K3-поверхности глобальную теорему Торелли распространили Бёрнс и Рапопорт в 1975. В 1977 году расклассифицировал вырождения K3-поверхностей Виктор Куликов и описал K3-поверхности с конечными группами автоморфизмов Никулин.